# 야오족
야오족(瑤族, Yao, 요족)은 중국의 소수민족 중 열 세 번째로 인구가 많은 민족 중의 하나로 후난성으로부터 윈난성, 동남아시아 북부까지 주로 산지에 넓게 분포하여 거주하는 중국의 소수민족이다. 특히 스스로 '유 몐'(Iu Mien)이라 부르는 몐족이 인구의 70% 가량을 차지한다. 도교의 신인 반고를 추앙하며, 종교 지도자는 한자를 이용한다.
야오 계통 민족은 주로 몽몐어족의 몐어파 언어를 사용한다. 다만 야오족 중에는 몽어파 언어를 사용하는 부누(Bunu) 집단이나, 타이카다이어족 락갸어를 사용하는 락갸족(拉珈, Lakkia)도 있으며 오늘날 약 50만 명의 야오족은 중국어나 그 방언을 사용한다.

## 역사
고대 중국의 왕녀와 개 사이에서 태어난 열 두 성씨의 야오족을 시조로 한다는 민족의 전설을 가지고 있다. 이 전설이 사기에 기록되고 후에 일본에 전해져 남총리견팔태전에 나오게 되었다고 여겨진다.

## 같이 보기
- 몐어
- 먀오족
- 베트남의 민족
- 중국의 민족